# 1870年初等教育法令

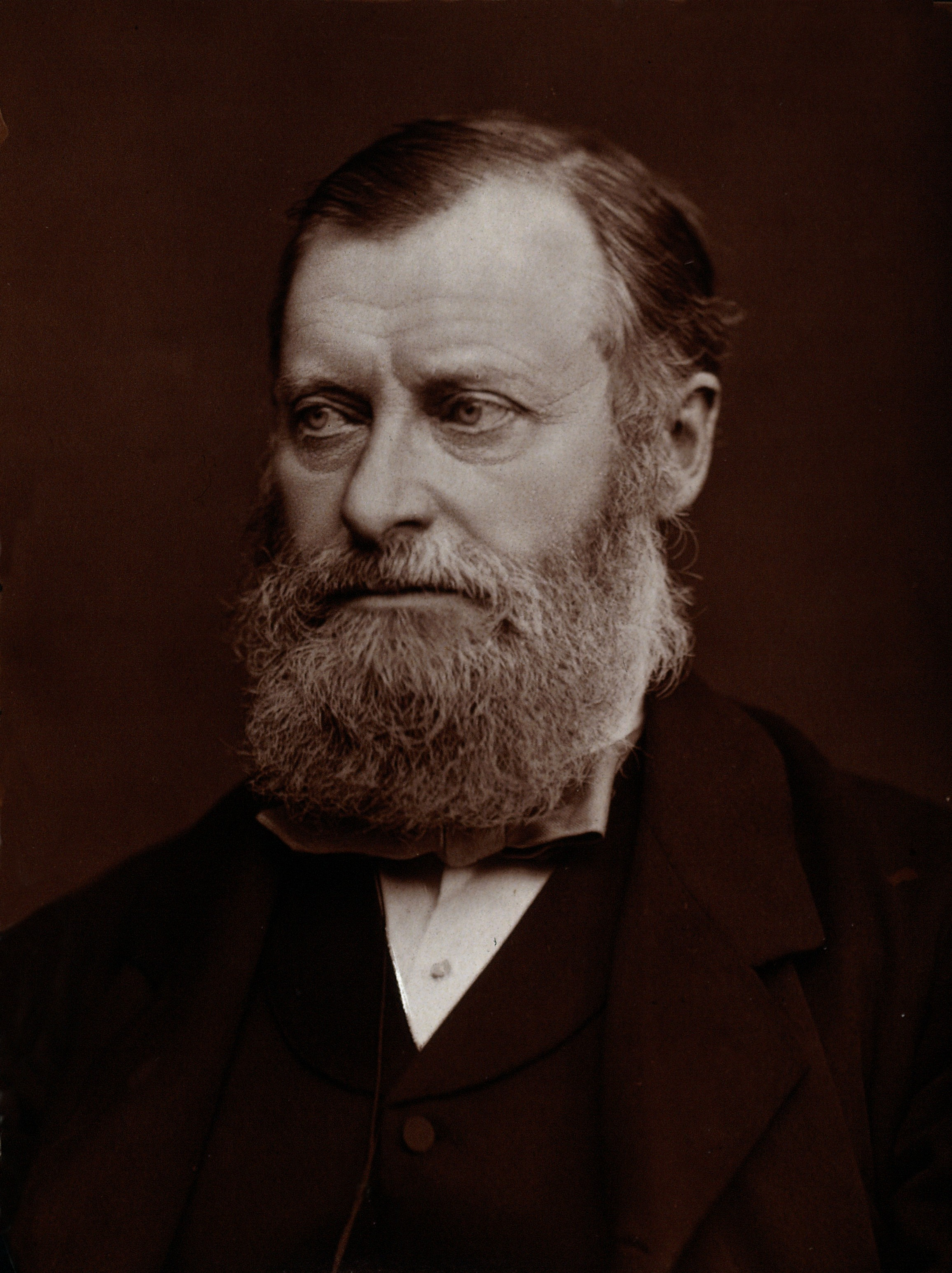
威廉·爱德华·福斯特

《1870年初等教育法》（Elementary Education Act 1870），又称为《福斯特法令》（Forster's Education Act），适用于英格兰和威尔士所有5岁以上、13岁以下儿童的学校教育。该法案由英國自由党下议院议员威廉·爱德华·福斯特草拟，1870年2月17日生效。 

## 苏格兰
1872年，苏格兰也通过了类似的法案。